# Miroir ionosphérique artificiel
 (juin 2018).
Un miroir ionosphérique artificiel, est un miroir créé par ionisation de l'air dans la haute atmosphère afin de réfléchir des ondes électromagnétique émises par des stations au sol. Les applications de cette technique sont entre autres la communication et la détection radar au-delà de l'horizon.

## Histoire
Le premier à avoir proposé l'idée d'altérer l'ionosphère à l'aide d'ondes électromagnétiques est le physicien russe Aleksandr Viktorovich Gurevich,.

## Méthode
Pour créer le miroir ionosphérique, un réseau d'antennes focalisent leur faisceau pour maximiser la puissance en un point et ainsi générer du plasma. Puis ce point de focalisation est déplacé afin de créer un miroir de la forme voulue. Le balayage est réalisé par un changement de phase ou de fréquence (chirp). La création de couche d'air ionisé prend entre 10 et 50 ms. Pour se comporter comme un réflecteur cohérent de fréquence HF et VHF le miroir doit avoir une taille comprise entre 200 mètres et 2 kilomètres.